# Bahnhof Sondernheim
Der Bahnhof Sondernheim ist der Haltepunkt des Germersheimer Stadtteils Sondernheim. Er hat zwei Bahnsteiggleise mit Seitenbahnsteigen. Der Haltepunkt liegt im Verbundgebiet des Karlsruher Verkehrsverbundes (KVV) und gehört zur Tarifzone 575. Seit 2001 werden im Zuge eines Übergangstarifes ebenfalls Karten des Verkehrsverbundes Rhein-Neckar (VRN) anerkannt. Seine Anschrift lautet Germersheimer Straße 14. Sein früheres Empfangsgebäude steht unter Denkmalschutz.
Er liegt an der Bahnstrecke Schifferstadt–Wörth. Der Bahnhof wurde am 25. Juli 1876 mit Eröffnung des Streckenabschnittes von Germersheim nach Wörth in Betrieb genommen. Betrieblich ist er inzwischen nur noch ein Haltepunkt. Seit Ende 2010 wird der Haltepunkt nur noch von Zügen der Stadtbahn Karlsruhe bedient.

## Lage
Der Haltepunkt befindet sich in der Ortsmitte von Sondernheim.

## Geschichte

### Bahnprojekte rund um Sondernheim
Ursprünglich war geplant, innerhalb der Pfalz (Bayern) zuerst eine Bahnstrecke in Nord-Süd-Richtung von der Rheinschanze über Lauterbourg bis nach Strasbourg in Betrieb zu nehmen, die mit der von Baden projektierten Strecke Mannheim–Basel konkurrieren sollte. Diese wurde jedoch zugunsten der im Zeitraum von 1847 bis 1849 eröffneten Pfälzischen Ludwigsbahn Ludwigshafen–Bexbach zurückgestellt. In der Folgezeit liefen Diskussionen, ob eine Strecke am Gebirge von Neustadt über Landau nach Wissembourg oder eine Strecke am Rhein entlang über Speyer, Germersheim und Wörth dringender und wünschenswerter sei. Da vor allem das Militär eine Streckenführung am Rande des Pfälzerwaldes bevorzugt hatte, erhielt eine solche in Form der Maximiliansbahn Neustadt–Wissembourg den Vorzug.
In den Jahren 1863 und 1864 strengte ein Lokalkomitee aus Rülzheim, dem unter anderem Vertreter aus den Umlandgemeinden angehörten, eine Verlängerung der in Germersheim endenden Strecke bis nach Wörth an, woraus wenig später ein erster Entwurf folgte, der unter anderem über Sondernheim verlief. Am 25. Juni 1876 wurde der Bahnhof Sondernheim schließlich eröffnet.

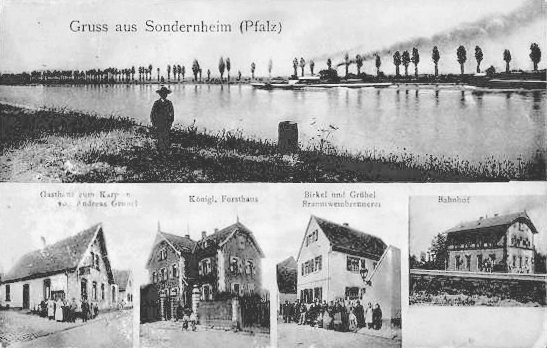
Bahnhof Sondernheim (rechts unten) auf einer Postkarte aus dem Jahr 1910

### Weitere Entwicklung
1922 erfolgte die Eingliederung des Bahnhofs in die neu gegründete Reichsbahndirektion Ludwigshafen. Im Zuge deren Auflösung zum 1. April 1937 wechselte er in den Zuständigkeitsbereich der Mainzer Direktion.
Die Deutsche Bundesbahn gliederte den Bahnhof nach dem Zweiten Weltkrieg in die Bundesbahndirektion Mainz ein, der sie alle Bahnstrecken innerhalb des neu geschaffenen Bundeslandes Rheinland-Pfalz zuteilte. 1971 gelangte die Station im Zuge der Auflösung der Mainzer Direktion in den Zuständigkeitsbereich ihres Karlsruher Pendants. Zwischenzeitlich wurde der Bahnhof zu einem Haltepunkt zurückgebaut. Mit der Aufnahme des Verkehrs der Stadtbahn Karlsruhe Ende 2010 erfolgte die Erneuerung der Bahnsteige.

## Empfangsgebäude

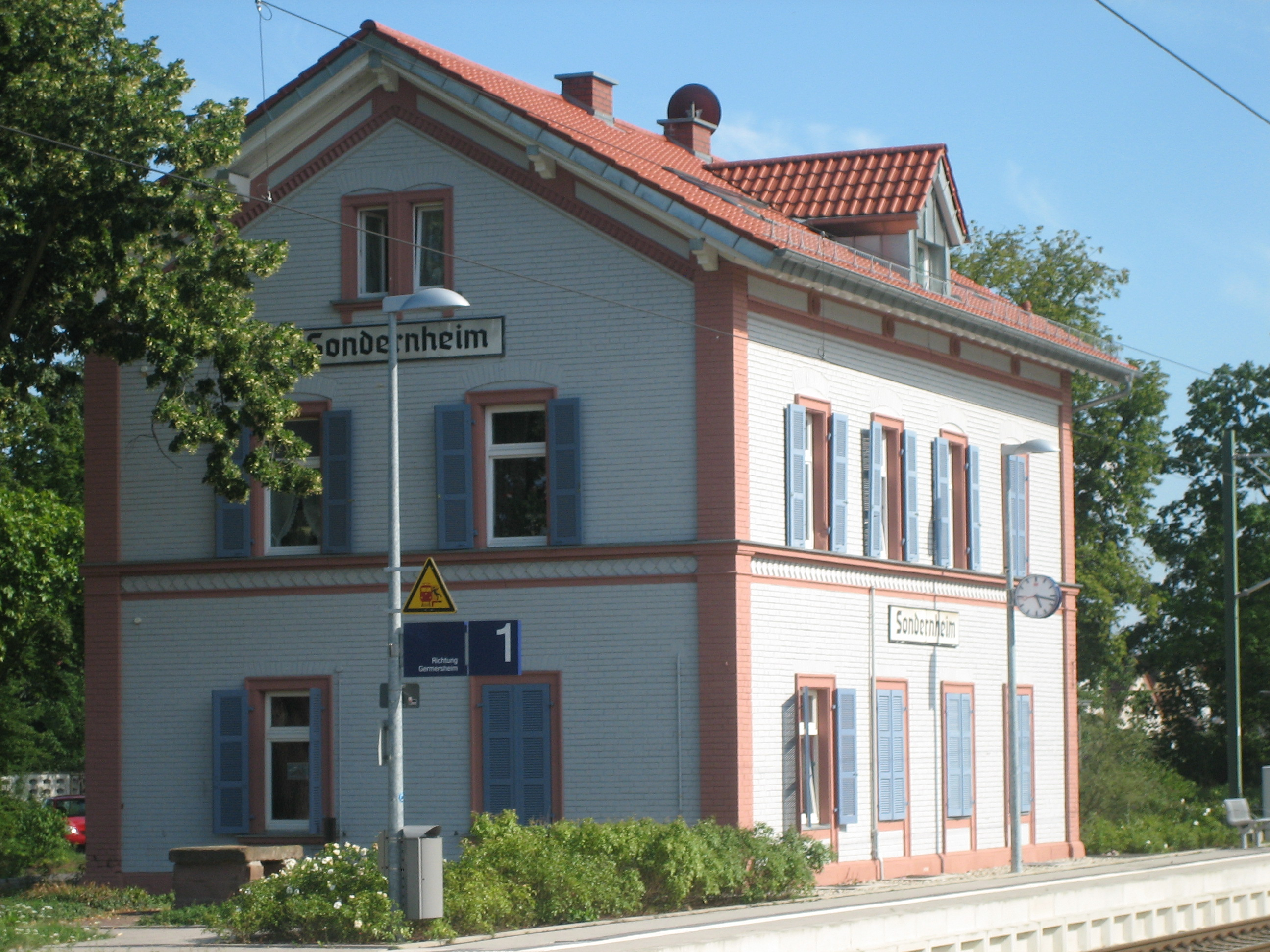
Empfangsgebäude

Beim früheren Empfangsgebäude, das um 1870 errichtet wurde, handelt es sich um einen spätklassizistischen „Typenbau“ aus Backstein. Es stammt aus der Eröffnungszeit des Bahnhofs und steht unter Denkmalschutz. Für den Bahnbetrieb besitzt es inzwischen keine Bedeutung mehr. Anstatt dessen beherbergt es mittlerweile einen örtlichen Jugendtreff, der vom Internationalen Bund (IB) betrieben wird.

## Verkehr
Der Haltepunkt wird im Halbstundentakt bedient. Je einmal pro Stunde verkehren die Linien S 51 und die S 52 der Stadtbahn Karlsruhe, die beide am Bahnhof Germersheim beginnen und in die Karlsruher Innenstadt führen.  Die S 52 folgt bis kurz vor dem Karlsruher Hauptbahnhof der Bahnstrecke Winden–Karlsruhe, um über die neu gebaute Rampe am Albtalbahnhof ins Straßenbahnnetz zu gelangen. Die S 51 verlässt die Strecke östlich von Maxau, um anschließend als Straßenbahn durch den Karlsruher Stadtteil Knielingen und von dort aus weiter in die Innenstadt zu verlaufen.